# Liste der größten Fußballvereine
Unter den Listen der größten Fußballvereine sind folgende Listen aufgeführt:
- Liste der mitgliederstärksten Sportvereine (darunter Fußballvereine)
- Liste der größten Fußballvereine nach Umsatz
- Liste der wertvollsten Fußballvereine